# إدموند هارفي (لاعب كريكت)
إدموند هارفي (3 نوفمبر 1852 - 23 فبراير 1902) (بالإنجليزية: Edmund Harvey)‏ هو لاعب كريكت بريطاني.